# ウォルフガング・ダウナー
ウォルフガング・ダウナー（Wolfgang Dauner、1935年12月30日 - 2020年1月10日 ）は、ドイツのジャズ・ピアノ奏者、作曲家。シュトゥットガルト出身。

## 生涯
幼児からピアノを修得。音楽学校を卒業後、1960年代にヨキ・フロイント (de:Joki Freund)のバンドで活動を始める。1963年、ベースのエバーハルト・ウェーバー等とトリオを結成。1964年、トリオの代表作である『DREAM TALK』を発表。1970年の『ミュージック・ザウンズ』も秀作。その他にもアルベルト・マンゲルスドルフ、ジャン・リュック・ポンティ等と共演する等、数多くの録音を残している。1970年代後半からは、ブラス・ジャズ・ロックの大型ユニットであるユナイテッド・ジャズ+ロック・アンサンブルでリーダー的な存在として永年活動した。演奏はフリーを基盤としているが、ドイツらしい硬質で粒立ちの良いタッチ、シャープで切れのあるスリリングかつスウィンギーなピアノ・スタイルが特徴である。
2020年1月10日、シュトゥットガルトにて亡くなった。84歳没。

## ディスコグラフィ

### リーダー・アルバム
- 『ジャズ・スタジオH.G.B.S. No.1』 - Jazz-Studio H.G.B.S. Number One (1962年) ※ハンス・コラー・オクテットと交互に収録
- 『DREAM TALK』 - Dream Talk (1965年)
- 『フリー・アクション』 - Free Action (1967年、MPS)
- Klavier-Feuer (12 Welterfolge Mit Dem) (1967年)
- Für (1969年、Calig)
- 『レクイエム・フォー・チェ・ゲバラ/ライヴ・アット・ザ・ベルリン・ジャズ・フェスティヴァル』 - Requiem for Che Guevara/Psalmus Spei (1969年、MPS) ※with フレッド・ヴァン・ホーフ
- 『ジ・オイメルズ』 - The Oimels (1969年、MPS)
- Output (1970年、ECM)
- 『ミュージック・ザウンズ』 - Music Zounds (1970年、MPS)
- 『リシュカス・ソウル』 - Rischka's Soul (1970年、CTR) ※ウォルフガング・ダウナー・グループ名義
- Et Cetera (1971年)
- 『クニーシュ』 - Knirsh (1972年、HGBS) ※with ラリー・コリエル
- Kunstkopfindianer (1974年、MPS)
- Solo Piano (1983年、Mood)
- Changes (1992年、Mood)
- Pas De Trois (1992年、Mood) ※with チャーリー・マリアーノ、ディノ・サルーシ
- Meditation on a Landscape: Tagore (1992年、Mood)
- Solo Piano 2 (1994年、Mood)
- Tribute to the Past (2010年、HGBS)
- Hut Ab/Two Is Company (2010年、In-Akustik)
- Dauner/Dauner (2013年、Connector) ※with フロリアン・ダウナー
- Elektronische Mythen (2017年、Connector) ※with フロリアン・ダウナー